# Monarcha cinerascens
El monarca isleño (Monarcha cinerascens) es una especie de ave paseriforme de la familia Monarchidae propia de Célebes, las islas de la Wallacea y del norte de Melanesia.

## Distribución y hábitat
Se encuentra en multitud de islas desde Célebes, las Molucas y las islas menores de la Sonda orientales, las islas que rodean Nueva Guinea hasta el norte de las islas Salomón. Sus hábitats naturales son los bosques húmedos tropicales y zonas de matorral isleños.